# 蒙里河
蒙里河，是位于中国广西壮族自治区百色市隆林各族自治县西部的一条河流，属于领好河右岸支流，发源于隆林县革步乡九腾村西北，南流至蒙里村（原蒙里乡）后转向西，至红染村北入领好河。河长30.1公里，流域面积207.19平方公里。